# Hoperius
Hoperius is een geslacht van kevers uit de familie  waterroofkevers (Dytiscidae).
Het geslacht is voor het eerst wetenschappelijk beschreven in 1927 door Fall.

## Soorten
Het geslacht omvat de volgende soort:
- Hoperius planatus Fall, 1927